# Georg Renno
Georg Renno (* 13. Januar 1907 in Straßburg; † 4. Oktober 1997 in Neustadt an der Weinstraße) war ab 1940 als stellvertretender ärztlicher Leiter der NS-Tötungsanstalt Hartheim mitverantwortlich für die Tötung von rund 30.000 Menschen im Rahmen der NS-Krankenmorde, auch beteiligte er sich an der Ermordung weiterer Menschen in anderen Tötungsstätten.

## Herkunft und Karriere
Georg Renno kam als einziges Kind des Raiffeisen-Angestellten Siegmund Renno, der aus Bergzabern stammte, sowie dessen Gattin Victoria geb. Metzinger in Straßburg im Elsass zur Welt. Hier besuchte er von 1913 bis 1919 die Volksschule, danach die Oberrealschule bis zur dritten Klasse. Nach dem Ersten Weltkrieg wurde er 1919 aufgrund seiner deutschen Herkunft gemeinsam mit seiner Familie aus der Stadt vertrieben und kam nach Ludwigshafen am Rhein, wo er die Grundschule und Oberrealschule besuchte. Nach bestandener Reifeprüfung an der Oberrealschule in Ludwigshafen studierte er Medizin in München und Heidelberg und promovierte 1933 über „Die Gefahren der Tonsillektomie“. Nachdem er 1929 dem NS-Studentenbund beigetreten war, trat er zum 1. August der 1930 NSDAP (Mitgliedsnummer 288.710) und 1931 der SS bei (SS-Nummer 14.945).
In erster Ehe war er ab 1934 mit der aus der Pfalz stammenden Ärztin Margarete Kinck verheiratet, mit der er drei Töchter hatte (* 1937, * 1939, * 1940); die jüngste studierte später ebenfalls Medizin. Das Ehepaar trennte sich 1946 und wurde 1955 geschieden. Die Kinder wuchsen bei Verwandten auf. Renno heiratete 1958 eine Witwe.

## Zeit des Nationalsozialismus: Leipzig-Dösen und Hartheim
Im November 1933 wurde er als Assistenzarzt an der Heil- und Pflegeanstalt Leipzig-Dösen eingestellt. Zwischen 1934 und 1935 nahm er am ersten rassehygienischen Ärztekurs im Kaiser-Wilhelm-Institut für Anthropologie in Berlin teil. In der Pflegeanstalt Leipzig-Dösen entwickelte er 1940 gemeinsam mit Prof. Nitsche eine unauffällige Mordmethode, das so genannte Luminal-Schema, bei der durch die Überdosierung von Luminal – einem Barbiturat und Antiepileptikum – der Tod nach einigen Tagen eintrat.
Im Mai 1940 wechselte Renno im Auftrag der Aktion T4 zur Zwischenanstalt Niedernhart, die mit der Tötungsanstalt Hartheim gekoppelt war. Ärztlicher Leiter beider Anstalten war der Nervenarzt Rudolf Lonauer. Im Juni 1940 wurde Renno stellvertretender Leiter der Tötungsanstalt Hartheim, die als gemeinnützige Anstalt und „Erholungslager“ firmierte.
Daneben war Renno auch „T4-Gutachter“ und besuchte über 50 öffentliche und kirchliche Heil- und Pflegeanstalten, Altersheime und Siechenanstalten im Bereich der „Ostmark“, um mit Hilfe von Meldebögen die Personen auszuwählen, die anschließend in den Tötungsanstalten vergast werden sollten.
In Kooperation mit Lonauer und dem Hartheimer Büroleiter der Aktion T4, Christian Wirth, organisierte Renno die Ermordung von Menschen mit geistigen Behinderungen bzw. psychischen Erkrankungen im Schloss Hartheim. Zu seinen Aufgaben zählte auch die Vergasung, bei der er eigenhändig das Gas in die Gaskammer einleitete. Anschließend unterzeichnete er auf Dokumenten des NS-Sonderstandesamtes standardisierte „Trostbriefe“ an Angehörige und die Sterbeurkunden.
Im Sommer 1941 nahm Renno gemeinsam mit seinem Vorgesetzten im Konzentrationslager Gusen I, dem Zwillingslager des KZ Mauthausen, eine Selektion an kranken und arbeitsunfähigen KZ-Häftlingen vor, die dann im Schloss Hartheim ermordet wurden.
Renno blieb bis zum Ende der Aktion T4 im August 1941 im Schloss Hartheim. Anschließend war er Leiter der Kinderfachabteilung Waldniel (Nordrhein-Westfalen), einer Zweiganstalt der Heil- und Pflegeanstalt Süchteln (Nordrhein-Westfalen). Im folgenden Jahr erkrankte Renno an einer Lungentuberkulose und gab die Leitung der Kinderfachabteilung an Hermann Wesse ab, dessen Frau Hildegard er in Waldniel kennengelernt hatte. Nach Kuraufenthalten im Schwarzwald und in Davos kehrte er im Sommer 1943 nach Schloss Hartheim zurück, wo er den zum Kriegsdienst einberufenen Lonauer vertrat. Jetzt war er zuständig für die „Sonderbehandlung“ „Aktion 14f13“, bei der Tausende kranker, arbeitsunfähiger oder missliebiger KZ-Häftlinge aus den Konzentrationslagern Dachau, Mauthausen und Gusen nach Schloss Hartheim gebracht und dort ermordet wurden. Ab Februar 1945 hielt sich Renno wegen seines Lungenleidens erneut zu einer Kur in Davos auf.

## Leben nach Kriegsende
Nach Kriegsende übernahm Renno unter dem Pseudonym Dr. Georg Reinig Arztvertretungen und wurde dann wissenschaftlicher Mitarbeiter der pharmazeutischen Firma Schering AG.
Ab 1955 trat er wieder unter seinem Echtnamen auf, obwohl die österreichischen Behörden wegen der Mitwirkung bei der „Vernichtung lebensunwerten Lebens“ einen Haftbefehl gegen ihn erlassen hatten. Am 25. Oktober 1961 ließ ihn der Frankfurter Generalstaatsanwalt Fritz Bauer in Untersuchungshaft nehmen.

## Der Prozess
Am 7. November 1967 erhob die Generalstaatsanwaltschaft Frankfurt am Main gegen Hans-Joachim Becker (den geschäftsführenden Leiter der Zentralverrechnungsstelle der „T4“-Organisation in Berlin), Friedrich Lorent (seit 1942 Hauptwirtschaftsleiter der „T4“ und Beschaffer der Tötungsmaterialien wie Giftgas und Medikamente) sowie gegen Georg Renno Anklage wegen Mordes.
Für den Prozess wurden Hunderte von Zeugen, Beschuldigten und Sachverständigen vernommen, die Aussagen bereits verstorbener Zeugen oder Beschuldigter aus früheren Verfahren herangezogen und die Namen vieler Opfer ermittelt sowie deren biografischer Hintergrund erforscht. Dabei kam es auch zu einem intensiven Austausch mit österreichischen Behörden. Unter anderem wurden die Aussagen des „Brenners“ Vinzenz Nohel verlesen, der zugegeben hatte, die Ermordeten verbrannt zu haben und deshalb 1946 im Mauthausen-Prozess zum Tode durch den Strang verurteilt worden war. Auch der ehemalige Büroleiter der Anstalt Franz Stangl, der spätere KZ-Kommandant der Vernichtungslager Sobibor und Treblinka, wurde ausgiebig vernommen.
Renno leugnete eine Beteiligung an den ihm zur Last gelegten Taten und versuchte die Verantwortung auf die bereits verstorbenen Lonauer und Christian Wirth abzuwälzen. Im Übrigen sei er „an der geschilderten Prozedur nicht beteiligt“ gewesen. „Wie lange die Patienten nach Einströmen des Gases in dem Vergasungsraum blieben, weiß ich nicht. Da ich den Vorgang nie selbst miterlebt habe, kann ich hierzu nähere Angaben nicht machen. Soweit ich unterrichtet bin, war an der unmittelbaren Vergasung der Patienten kein Arzt beteiligt; ich selbst auf keinen Fall. Ob Dr. Lonauer stets oder gelegentlich den Gashahn bedient hat, weiß ich nicht, da ich nur selten in Hartheim war.“ Die eigentliche Vergasung sei vom sogenannten „Brenner“ vorgenommen worden. Er selbst habe im Schloss lediglich gewohnt und Flöte gespielt. Als ihm Gegenteiliges nachgewiesen wurde, gab er immer nur so viel zu, wie bereits bewiesen war. Als er nach Personen befragt wurde, die ihn in die Technik des Tötens eingewiesen hätten, entgegnete er: „Den Hahn aufzudrehen war ja auch keine große Sache. Umschweifiger Unterweisungen bedurfte es nicht.“ Bei Vergasungen zu Demonstrationszwecken, an denen unter anderem Reichsinnenminister Frick, Reichsärzteführer Conti und der Gauleiter von Oberdonau Eigruber teilnahmen, ließ er es sich nicht nehmen, am Gashahn zu stehen. Vor Gästen, wie dem Leiter der „Aktion T4“ Werner Heyde und seinem Stellvertreter Professor Nitsche, spielte er auch gern auf der Flöte Werke von Mozart und Bach.
Renno konnte keine Unrechtmäßigkeit seines Handelns erkennen. Seinen Opfern gegenüber blieb Renno uneinsichtig und gefühllos. Im Prozess zeigte er sich als Hypochonder, der seine angeblich nie ausgeheilte Tuberkulose und Herzrhythmusstörungen anführte, möglicherweise in der Hoffnung auf eine gutachterlich bescheinigte Prozessunfähigkeit.
Im Oktober 1973 bescheinigte die Medizinische Universitätsklinik Mainz dem Angeklagten eine allgemeine Arteriosklerose mit einer koronarsklerotischen Herzerkrankung und eine Cerebralsklerose, die zu einer dauernden Verhandlungsunfähigkeit führen würden. Die Strafkammer stellte daraufhin das Verfahren am 19. Dezember 1975 endgültig ein. Die Mitangeklagten Becker und Lorent waren bereits am 27. Mai 1970 wegen Beihilfe zum Massenmord zu einer Freiheitsstrafe von zehn beziehungsweise zu sieben Jahren verurteilt worden.
Renno verbrachte seinen Lebensabend in Bockenheim im Landkreis Frankenthal (heute im Landkreis Bad Dürkheim) und meinte in einem Interview 1997: „Ich selbst habe ein ruhiges Gewissen. Ich fühle mich nicht schuldig, in dem Sinne wie – ja, wie einer, der jemanden erschossen hat […]. Nachdem ich ja gesehen habe, wie die Leute gestorben sind, muß ich mir sagen, das war keine Qual für die, ich möchte eher sagen, in Anführungszeichen: Es war eine Erlösung. […] Mit diesem Gefühl gehe ich einmal von hier fort. Ich gehe wieder zurück in die Ewigkeit, wo ich hergekommen bin. Alles andere ist nicht gewesen.“
Renno starb 1997 in Neustadt an der Weinstraße.